# 大聖天王
大聖天王（1133年四月十三日—1135年六月十一日）或作大天圣正，是南宋时期洞庭湖地区的农民起义领袖杨幺的年号。使用这个年号共3年。另有「庚戌」年號。

## 改元
- 1133年——四月十三日，楊幺自號大聖天王，並以此號紀年。[3][4][5]
- 1135年——六月十一日，楊么死亡。[6]

## 纪年對照表
| 大聖天王 | 元年   | 二年   | 三年   |
| -------- | ------ | ------ | ------ |
| 公元     | 1133年 | 1134年 | 1135年 |
| 干支     | 癸丑   | 甲寅   | 乙卯   |

## 同期存在的其他政权年号
- 中國
  - 紹興（1134年－1162年）：宋朝—宋高宗赵构之年號
  - 阜昌（1130年－1137年）：宋時期刘齐—劉豫之年號
  - 延慶（1124年－1133年）：西遼—遼德宗耶律大石之年號
  - 康國（1134年－1143年）：西遼—遼德宗耶律大石之年號
  - 天會（1123年－1137年）：金—金太宗吳乞買、金熙宗完颜亶之年號
  - 正德（1127年－1134年）：西夏—夏崇宗李乾順之年號
  - 大德（1135年－1139年）：西夏—夏崇宗李乾順之年號
  - 仁壽（1227年－1238年）：大理—段智祥之年號
- 越南
  - 天彰寶嗣（1133年－1138年）：李朝—李陽煥之年號
- 日本
  - 長承（1132年－1135年）:崇德天皇之年号
  - 保延（1135年－1141年）：崇德天皇之年号

## 參看
- 中國年號索引

## 深入閱讀
- 李崇智. . 北京: 中華書局. 2004年12月. ISBN 7101025129.
- 鄧洪波. . 臺北: 國立臺灣大學東亞經典與文化研究計劃. 2005年3月  [2021-11-25]. ISBN 9789860005189. （原始内容 (pdf)存档于2007-08-25）.